# تنچی: سامورایی ستاره‌شناس
تنچی: سامورایی ستاره‌شناس (انگلیسی: Tenchi: The Samurai Astronomer) فیلمی به کارگردانی یوجیرو تاکیتا است که در سال ۲۰۱۲ منتشر شد. از بازیگران آن می‌توان به جون‌ایچی اوکادا اشاره کرد. این فیلم بر اساس زندگی شیبوکاوا شونکای ساخته شده‌است.